# Kim Novak
Kim Novak (13 tháng 2 năm 1933) là một nữ diễn viên người Mỹ đã từng hai lần giành giải Quả cầu vàng, giải Gấu vàng danh dự của Liên hoan phim Berlin. Bà nổi tiếng nhất với vai diễn trong bộ phim tâm lý kinh điển Vertigo. Novak từ bỏ nghiệp diễn xuất năm 1991, hiện tại bà được biết đến như một nghệ sĩ tranh màu nước và sơn dầu, điêu khắc và tranh kính màu nghệ thuật; đôi khi bà cũng làm thơ.

## Phim tham gia
| - The French Line (1954) (không chắc chắn) - Pushover (1954) - Phffft! (1954) - Son of Sinbad (1955) (không chắc chắn) - 5 Against the House (1955) - Picnic (1955) - The Man with the Golden Arm (1955) - The Eddy Duchin Story (1956) - Jeanne Eagels (1957) - Pal Joey (1957) - Vertigo (1958) - Bell, Book and Candle (1958) - Middle of the Night (1959) - Strangers When We Meet (1960) - Pepe (1960) - The Notorious Landlady (1962) - Boys' Night Out (1962) | - Showman (1963) (phim tài liệu) - Kiếp người nô lệ (1964) - Kiss Me, Stupid (1964) - The Amorous Adventures of Moll Flanders (1965) - The Legend of Lylah Clare (1968) - The Great Bank Robbery (1969) - Tales That Witness Madness (1973) - The Third Girl from the Left (1973) - Satan's Triangle (1975) - The White Buffalo (1977) - Just a Gigolo (1979) - The Mirror Crack'd (1980) - Malibu (1983) - Alfred Hitchcock Presents (khách mời;1985) - Falcon Crest (14 phần;1986-87) - I Have Been Very Pleased (1987) (chwơng trình ngắn) - The Children (1990) - Liebestraum (1991) |